# ダンビュライト (競走馬)
ダンビュライト（欧字名:Danburite、2014年3月3日 - ）は、日本の競走馬。主な勝ち鞍は2018年のアメリカジョッキークラブカップ、2019年の京都記念。

## 経歴

### デビュー前
2014年3月3日、北海道安平町のノーザンファームで誕生。一口馬主法人サンデーサラブレッドクラブより「タンザナイトの14」として総額3,600万円（1口90万円×40口）で募集された。父ルーラーシップと同じく、ノーザンファーム早来で育成された。
パワーストーンのダンブリ石を意味する「ダンビュライト」と命名され、栗東トレーニングセンターの音無秀孝厩舎に入厩した。

### 2歳（2016年）
7月9日に中京競馬場の新馬戦でデビュー。不良馬場を苦にせず5馬身差の圧勝でデビュー勝ちを飾った。2戦目はサウジアラビアRC(GIII)に出走。直線で内にもたれる場面もあり、ブレスジャーニーの決め手に屈して2着に敗れる。続く朝日杯FS(GI)では単勝2番人気に支持されるも流れに乗れず13着と大敗した。

### 3歳（2017年）
きさらぎ賞(GIII)、弥生賞(GII)はいずれも3着となり、武豊に乗り替わった皐月賞(GI)では単勝12番人気まで評価を下げていた。しかし、レースでは2度の不利がありながらも勝ち馬アルアインから0.1秒差の3着に健闘し、クラシック史上4番目となる3連単106万4,360円の高額配当を演出した。最内枠からの発走となった東京優駿(GI)では超スローペースに巻き込まれ、内で動けないまま6着に敗退した。
秋は神戸新聞杯(GII)で4着となった後、菊花賞(GI)に出走。極度の不良馬場の中、積極的に動いて4コーナーでは先頭に立ったが、直線で後続馬に交わされて5着に終わった。年末の自己条件戦サンタクロースS(1600万下)で新馬戦以来となる待望の2勝目を挙げる。

### 4歳（2018年）
アメリカジョッキークラブカップ(GII)ではミルコ・デムーロと初コンビを組み、2番手追走から直線で逃げるマイネルミラノを交わして先頭に立ち、追い込んできた1番人気ミッキースワローに2馬身差を付けて待望の重賞初制覇を果たした。大阪杯(GI)には浜中俊とのコンビで出走。2番手を追走していたが、勝ち馬スワーヴリチャードが動いた場面で離され、6着に敗れた。その後は父子制覇を目指して4月29日の香港・クイーンエリザベス2世カップ(GI)に挑戦したが、直線で失速して8頭立ての7着に沈んだ。宝塚記念では武豊が史上初の500回目のGI騎乗となったが、4コーナーでごちゃつく場面があり、掲示板を確保するのが精一杯だった。
秋初戦のオールカマーでは出遅れによって位置取りが想定より後ろになり、4コーナーでも包まれて位置取りを上げられずレイデオロ、アルアインから離された3着に敗れた。戸崎圭太に乗り替わった天皇賞（秋）では本馬場入場時に騎手を振り落として放馬。しばらく競馬場内を全力疾走してしまい、疲労が著しいとして競走除外になった。仕切り直しの一戦となったチャレンジカップは4着だった。

### 5歳（2019年）
連覇を狙ったアメリカジョッキークラブカップでは決め手比べの展開となったこともあり6着に敗れた。次走の京都記念では直線に入ると早めに先頭に立ち、外から差を詰めた1番人気ステイフーリッシュをクビ差退けて重賞2勝目を挙げた。騎乗した松若風馬は3度目のコンビで3連勝となった。大阪杯は中団から得競馬を進めたが9着に終わる。その後、左第1指骨剥離骨折が判明し休養となる。6か月ぶりの実戦となった京都大賞典は先手を取って逃げ粘ったもののドレッドノータスに交わされ1馬身1/4差の2着となった。次走、ジャパンカップはブービーの14着と惨敗に終わった。

### 6歳（2020年）
6歳になり、気性の改善のために去勢手術を行い騸馬となる。5か月半ぶりとなった天皇賞（春）は9着、続く宝塚記念も9着に敗れる。前年2着の京都大賞典は先手を打つも7着に敗れた。その後はステイヤーズステークスを予定していたがフレグモーネを発症し馬番決定前に出走を取り消した。

### 7歳（2021年）
フレグモーネ明けとなった7歳初戦、京都記念は前有利の展開のなか、3番手からレースを進め3着に入る。続く日経賞は2番手追走もバテてしまい12着と惨敗。このあと休養し、京都大賞典で復帰したが9着に沈んだ。初のダート戦となったみやこステークスは13着に終わるも、12月の名古屋グランプリでは3着と好走した。

### 8歳（2022年）
8歳初戦としてアメリカジョッキークラブカップに出走し、12着。続く阪神大賞典ではレース中に心房細動を発症し、終盤大きく失速して勝ったディープボンドから14.7秒差の最下位13着となる。レース後の3月25日付けで競走馬登録を抹消され現役を引退した。

### 引退後
引退後は、岡山県の蒜山ホースクラブ内のオールド・フレンズ・ジャパンで乗馬となる。

## 競走成績
以下の内容は、netkeiba.comの情報に基づく。
| 競走日     | 競馬場 | 競走名           | 格       | 馬場・距離 （馬場状態） | 頭数 | 枠番 | 馬番 | オッズ （人気） | 着順     | タイム （上がり3F） | 着差     | 騎手       | 斤量 [kg] | 1着馬（2着馬）         | 馬体重 [kg] |
| ---------- | ------ | ---------------- | -------- | ----------------------- | ---- | ---- | ---- | --------------- | -------- | ------------------- | -------- | ---------- | --------- | ---------------------- | ----------- |
| 2016.07.09 | 中京   | 2歳新馬          |          | 芝1600m（不）           | 13   | 2    | 2    | 4.9（3人）      | 1着      | 1:40.7（37.2）      | -0.8     | 松若風馬   | 54        | （キクノルア）         | 464         |
| 0000.10.08 | 東京   | サウジアラビアRC | GIII     | 芝1600m（稍）           | 9    | 7    | 7    | 3.5（2人）      | 2着      | 1:34.7（34.2）      | 0.2      | C.ルメール | 55        | ブレスジャーニー       | 464         |
| 0000.12.18 | 阪神   | 朝日杯FS         | GI       | 芝1600m（良）           | 18   | 4    | 8    | 4.5（2人）      | 13着     | 1:36.5（35.5）      | 1.1      | C.ルメール | 55        | サトノアレス           | 472         |
| 2017.02.05 | 京都   | きさらぎ賞       | GIII     | 芝1800m（重）           | 8    | 4    | 4    | 5.6（2人）      | 3着      | 1:50.4（36.1）      | 0.3      | C.ルメール | 56        | アメリカズカップ       | 472         |
| 0000.03.05 | 中山   | 弥生賞           | GII      | 芝2000m（良）           | 12   | 4    | 4    | 9.1（5人）      | 3着      | 1:50.4（36.1）      | 0.3      | C.ルメール | 56        | カデナ                 | 470         |
| 0000.04.16 | 中山   | 皐月賞           | GI       | 芝2000m（良）           | 18   | 5    | 10   | 56.1（12人）    | 3着      | 1:57.9（34.3）      | 0.1      | 武豊       | 57        | アルアイン             | 466         |
| 0000.05.28 | 東京   | 東京優駿         | GI       | 芝2400m（良）           | 18   | 1    | 1    | 14.5（7人）     | 6着      | 2:27.3（33.8）      | 0.4      | 武豊       | 57        | レイデオロ             | 464         |
| 0000.09.24 | 阪神   | 神戸新聞杯       | GII      | 芝2400m（良）           | 14   | 3    | 3    | 8.6（4人）      | 4着      | 2:25.2（35.0）      | 0.6      | 武豊       | 56        | レイデオロ             | 480         |
| 0000.10.22 | 京都   | 菊花賞           | GI       | 芝3000m（不）           | 18   | 7    | 15   | 8.3（4人）      | 5着      | 3:19.7（40.8）      | 0.8      | 武豊       | 57        | キセキ                 | 478         |
| 0000.12.24 | 阪神   | サンタクロースS  | 1600万下 | 芝2000m（良）           | 10   | 6    | 6    | 2.0（1人）      | 1着      | 2:01.7（33.8）      | -0.1     | 松若風馬   | 56        | （クリノヤマトノオー） | 478         |
| 2018.01.21 | 中山   | AJCC             | GII      | 芝2200m（良）           | 11   | 6    | 7    | 3.9（2人）      | 1着      | 2:13.3（35.4）      | -0.3     | M.デムーロ | 55        | （ミッキースワロー）   | 474         |
| 0000.04.01 | 阪神   | 大阪杯           | GI       | 芝2000m（良）           | 16   | 7    | 14   | 20.1（8人）     | 6着      | 1:58.8（34.5）      | 0.6      | 浜中俊     | 57        | スワーヴリチャード     | 482         |
| 0000.04.29 | 沙田   | QEIIC            | G1       | 芝2000m（Gd）           | 8    | 5    | 4    | 25.0（6人）     | 7着      | 2:01.74             | 1.53     | T.ベリー   | 57        | Pakistan Star          | 482         |
| 0000.06.24 | 阪神   | 宝塚記念         | GI       | 芝2200m（稍）           | 16   | 4    | 8    | 10.3（5人）     | 5着      | 2:12.3（36.4）      | 0.7      | 武豊       | 58        | ミッキーロケット       | 480         |
| 0000.09.23 | 中山   | オールカマー     | GII      | 芝2200m（良）           | 12   | 2    | 2    | 3.8（2人）      | 3着      | 2:11.7（34.9）      | 0.5      | 武豊       | 57        | レイデオロ             | 482         |
| 0000.10.28 | 東京   | 天皇賞（秋）     | GI       | 芝2000m（良）           | 12   | 6    | 8    | 競走除外        | 競走除外 | 競走除外            | 競走除外 | 戸崎圭太   | 58        | レイデオロ             | 488         |
| 0000.12.01 | 阪神   | チャレンジC      | GIII     | 芝2000m（良）           | 12   | 3    | 3    | 6.3（3人）      | 4着      | 1:59.0（33.8）      | 0.7      | 北村友一   | 57        | エアウィンザー         | 496         |
| 2019.01.20 | 中山   | AJCC             | GII      | 芝2200m（良）           | 11   | 5    | 5    | 7.3（3人）      | 6着      | 2:14.4（34.9）      | 0.7      | 北村友一   | 57        | シャケトラ             | 490         |
| 0000.02.10 | 京都   | 京都記念         | GII      | 芝2200m（良）           | 12   | 6    | 8    | 8.5（6人）      | 1着      | 2:14.8（34.9）      | -0.0     | 松若風馬   | 56        | （ステイフーリッシュ） | 492         |
| 0000.03.31 | 阪神   | 大阪杯           | GI       | 芝2000m（良）           | 14   | 8    | 14   | 57.6（11人）    | 9着      | 2:01.6（35.8）      | 0.6      | 松若風馬   | 57        | アルアイン             | 482         |
| 0000.10.06 | 京都   | 京都大賞典       | GII      | 芝2400m（良）           | 17   | 7    | 14   | 17.4（6人）     | 2着      | 2:23.7（35.4）      | 0.2      | 松若風馬   | 57        | ドレッドノータス       | 494         |
| 0000.11.24 | 東京   | ジャパンC        | GI       | 芝2400m（重）           | 15   | 6    | 10   | 30.7（10人）    | 14着     | 2:29.2（40.1）      | 3.3      | 松若風馬   | 57        | スワーヴリチャード     | 488         |
| 2020.05.03 | 京都   | 天皇賞（春）     | GI       | 芝3200m（良）           | 14   | 3    | 4    | 27.1（8人）     | 9着      | 3:17.6（36.7）      | 1.1      | 松若風馬   | 58        | フィエールマン         | 490         |
| 0000.06.28 | 阪神   | 宝塚記念         | GI       | 芝2200m（稍）           | 18   | 7    | 13   | 82.9（10人）    | 9着      | 2:16.6（39.3）      | 3.1      | 松若風馬   | 58        | クロノジェネシス       | 488         |
| 0000.10.11 | 京都   | 京都大賞典       | GII      | 芝2400m（稍）           | 17   | 1    | 1    | 8.8（5人）      | 7着      | 2:26.1（35.5）      | 0.5      | 松若風馬   | 56        | グローリーヴェイズ     | 498         |
| 2021.02.14 | 阪神   | 京都記念         | GII      | 芝2200m（良）           | 11   | 7    | 9    | 11.1（6人）     | 3着      | 2:10.7（35.1）      | 0.3      | 松若風馬   | 56        | ラヴズオンリーユー     | 504         |
| 0000.03.27 | 中山   | 日経賞           | GII      | 芝2500m（良）           | 15   | 7    | 12   | 18.0（7人）     | 12着     | 2:34.9（36.4）      | 1.6      | 松若風馬   | 56        | ウインマリリン         | 492         |
| 0000.10.10 | 阪神   | 京都大賞典       | GII      | 芝2400m（良）           | 14   | 5    | 7    | 24.7（8人）     | 9着      | 2:25.2（37.1）      | 0.7      | 松若風馬   | 56        | マカヒキ               | 492         |
| 0000.11.07 | 阪神   | みやこS          | GIII     | ダ1800m（良）           | 16   | 8    | 15   | 16.6（7人）     | 13着     | 1:52.4（38.3）      | 1.6      | 松若風馬   | 57        | メイショウハリオ       | 486         |
| 0000.12.23 | 名古屋 | 名古屋GP         | JpnII    | ダ2500m（稍）           | 11   | 4    | 4    | 8.4（4人）      | 3着      | 2:46.8（41.2）      | 1.4      | 松若風馬   | 57        | ヴェルテックス         | 489         |
| 2022.01.23 | 中山   | AJCC             | GII      | 芝2200m（良）           | 14   | 5    | 7    | 64.9（10人）    | 12着     | 2:13.7（36.7）      | 1.0      | 松若風馬   | 56        | キングオブコージ       | 480         |
| 0000.03.20 | 阪神   | 阪神大賞典       | GII      | 芝3000m（良）           | 13   | 1    | 1    | 68.1（9人）     | 13着     | 3:19.7（46.2）      | 14.7     | 松若風馬   | 56        | ディープボンド         | 488         |

## 血統表
| ダンビュライトの血統        | ダンビュライトの血統                                 | ダンビュライトの血統 | （血統表の出典）  | （血統表の出典）  |
| 父系                        | キングマンボ系                                       | キングマンボ系       | キングマンボ系    | [ § 2 ]           |
| 父 ルーラーシップ 2007 鹿毛 | 父の父キングカメハメハ 2001 鹿毛                     | Kingmambo            | Mr. Prospector    | Mr. Prospector    |
| 父 ルーラーシップ 2007 鹿毛 | 父の父キングカメハメハ 2001 鹿毛                     | Kingmambo            | Miesque           |                   |
| 父 ルーラーシップ 2007 鹿毛 | 父の父キングカメハメハ 2001 鹿毛                     | *マンファス          | *ラストタイクーン | *ラストタイクーン |
| 父 ルーラーシップ 2007 鹿毛 | 父の父キングカメハメハ 2001 鹿毛                     | *マンファス          | Pilot Bird        |                   |
| 父 ルーラーシップ 2007 鹿毛 | 父の母エアグルーヴ 1993 鹿毛                         | *トニービン          | *カンパラ         | *カンパラ         |
| 父 ルーラーシップ 2007 鹿毛 | 父の母エアグルーヴ 1993 鹿毛                         | *トニービン          | Severn Bridge     |                   |
| 父 ルーラーシップ 2007 鹿毛 | 父の母エアグルーヴ 1993 鹿毛                         | ダイナカール         | *ノーザンテースト | *ノーザンテースト |
| 父 ルーラーシップ 2007 鹿毛 | 父の母エアグルーヴ 1993 鹿毛                         | ダイナカール         | シャダイフェザー  |                   |
| 母 タンザナイト 2000 黒鹿毛 | 母の父*サンデーサイレンス Sunday Silence 1986 青鹿毛 | Halo                 | Hail to Reason    | Hail to Reason    |
| 母 タンザナイト 2000 黒鹿毛 | 母の父*サンデーサイレンス Sunday Silence 1986 青鹿毛 | Halo                 | Cosmah            |                   |
| 母 タンザナイト 2000 黒鹿毛 | 母の父*サンデーサイレンス Sunday Silence 1986 青鹿毛 | Wishing Well         | Understanding     | Understanding     |
| 母 タンザナイト 2000 黒鹿毛 | 母の父*サンデーサイレンス Sunday Silence 1986 青鹿毛 | Wishing Well         | Mountain Flower   |                   |
| 母 タンザナイト 2000 黒鹿毛 | 母の母*キャサリーンパー Catherine Parr 1987 青鹿毛   | Riverman             | Never Bend        | Never Bend        |
| 母 タンザナイト 2000 黒鹿毛 | 母の母*キャサリーンパー Catherine Parr 1987 青鹿毛   | Riverman             | River Lady        |                   |
| 母 タンザナイト 2000 黒鹿毛 | 母の母*キャサリーンパー Catherine Parr 1987 青鹿毛   | Regal Exception      | Ribot             | Ribot             |
| 母 タンザナイト 2000 黒鹿毛 | 母の母*キャサリーンパー Catherine Parr 1987 青鹿毛   | Regal Exception      | Rajput Princess   |                   |
| 母系(F-No.)                 | (FN:16-a)                                            | (FN:16-a)            | (FN:16-a)         | [ § 3 ]           |
| 5代内の近親交配             | アウトブリード                                       | アウトブリード       | アウトブリード    | [ § 4 ]           |
| 出典                        | 1. 2. 3. 4.                                          | 1. 2. 3. 4.          | 1. 2. 3. 4.       | 1. 2. 3. 4.       |

- 半兄ラブラドライトは2017年のダイヤモンドS(GIII)2着[26]。
- 母の半弟に2006年のジャパンカップダート(GI)を制したアロンダイトがいる[26]。
- その他の近親にブラックスピネル（東京新聞杯）、マリアライト（宝塚記念、エリザベス女王杯）、クリソライト（ジャパンダートダービーなど）、リアファル（神戸新聞杯）、クリソベリル（ジャパンダートダービー、チャンピオンズカップ、帝王賞、JBCクラシック）がいる[26]。